# Mine vaganti (colonna sonora)
Mine vaganti è la colonna sonora dell'omonimo film di Ferzan Özpetek del 2010.

## Il disco
Le musiche originali composte per il film sono di Pasquale Catalano, già autore della colonna sonora de Le conseguenze dell'amore di Paolo Sorrentino, orchestrate e dirette da Catalano assieme a Giuseppe Sasso.
Il trailer del film è accompagnato dal brano 50mila di Nina Zilli, di cui è stato realizzata una nuova versione appositamente per il film. Della colonna sonora fanno parte due canzoni di Patty Pravo, la celebre Pensiero stupendo, in una versione live, e l'inedito Sogno, composto appositamente per il film.
Oltre alla cantante turca Sezen Aksu, presente in tutte le colonne sonore dei film di Özpetek, nella lista tracce sono presenti: Una notte a Napoli, omaggio all'Italia dei Pink Martini, Sorry, I'm a Lady, successo disco delle Baccara, e Yara, brano dei Radiodervish interpretato dalla voce di Alessia Tondo, cantata in italiano e in grico (antico dialetto parlato ancora in alcune zone del Salento)

## Tracce
1. Sogno (demo) (Ilaria Cortese, Nicoletta Strambelli, Marco Giacomelli, Fabio Petrillo) - Patty Pravo
2. La linea dei ricordi - Pasquale Catalano
3. Tutti lo sanno - Pasquale Catalano
4. 50mila (versione Mine vaganti) (Nina Zilli) - Nina Zilli
5. Nessuno ad aspettare - Pasquale Catalano
6. Duetto - Pasquale Catalano
7. Una notte a Napoli (Alba Clemente, Johnny Dynell) - Pink Martini
8. Sulina Waltz - Pasquale Catalano
9. Sorry, I'm a Lady (Rolf Soja, Frank Dostal) - Baccara
10. Cuore di sabbia - Pasquale Catalano
11. Mine vaganti - Pasquale Catalano
12. Kutlama (Sezen Aksu, Arto Tuncboyaciyan) - Sezen Aksu
13. Due notti - Pasquale Catalano
14. Yara (Nabil Salameh, Michele Lobaccaro, Alessandro Pipino) - Radiodervish
15. La ruota pazza - Pasquale Catalano
16. Pensiero stupendo (live) (Ivano Fossati, Oscar Prudente) - Patty Pravo
17. Mais De Mim - Mariana Delgado
18. Kutlama (reprise) (Sezen Aksu, Arto Tuncboyaciyan) - Sezen Aksu

### Crediti
- Eleonora Bordonaro - Voce
- Fabrizio Romano - Pianoforte
- Paolo Sasso - Violino
- Pietro Bentivenga - Fisarmonica
- Claudio Romano - Chitarra
- Domenico Rinaldi - Oboe
- Pasquale Catalano - Chitarra, mandolino, clavicembalo

(Registrazioni e missaggio presso AmarcOrd Studio di Napoli e E-Left Studio di Roma)